# Nilceu Aparecido dos Santos
Nilceu Aparecido dos Santos (Cascavel, 14 de julho de 1977) é um ciclista brasileiro,
Atualmente (2014) compete pela equipe Clube DataRo de Ciclismo - Bottecchia. Apelidado de The Flash, é considerado um dos melhores velocistas do Brasil e é considerado especialista em provas de um dia, como a Copa América de Ciclismo, a qual venceu por quatro anos consecutivos (de 2005 a 2008) e a Prova Ciclística 9 de Julho, a qual ganhou em duas oportunidades (2001 e 2004). Foi também campeão brasileiro de ciclismo de estrada em 2007.

## Carreira

### 2005-2010: Scott - Marcondes César - São José dos Campos
A partir de 2005, Nilceu dos Santos passou a competir pela Scott - Marcondes César - São José dos Campos, tendo, nesse ano, terminado em 5º lugar no primeiro UCI America Tour que disputou.
Durante esse período, Nilceu se tornou um dos ciclistas nacionais mais conhecidos no país principalmente pelo tetracampeonato consecutivo da Copa América de Ciclismo, competição transmitida ao vivo pela Rede Globo. Na edição de 2009 da prova, a sequência de vitórias foi interrompida pelo próprio companheiro de equipe Francisco Chamorro - o argentino tinha a função de embalar Nilceu na chegada, mas acabou sendo o mais forte e levando a vitória, enquanto Nilceu ficou com a 2ª colocação.

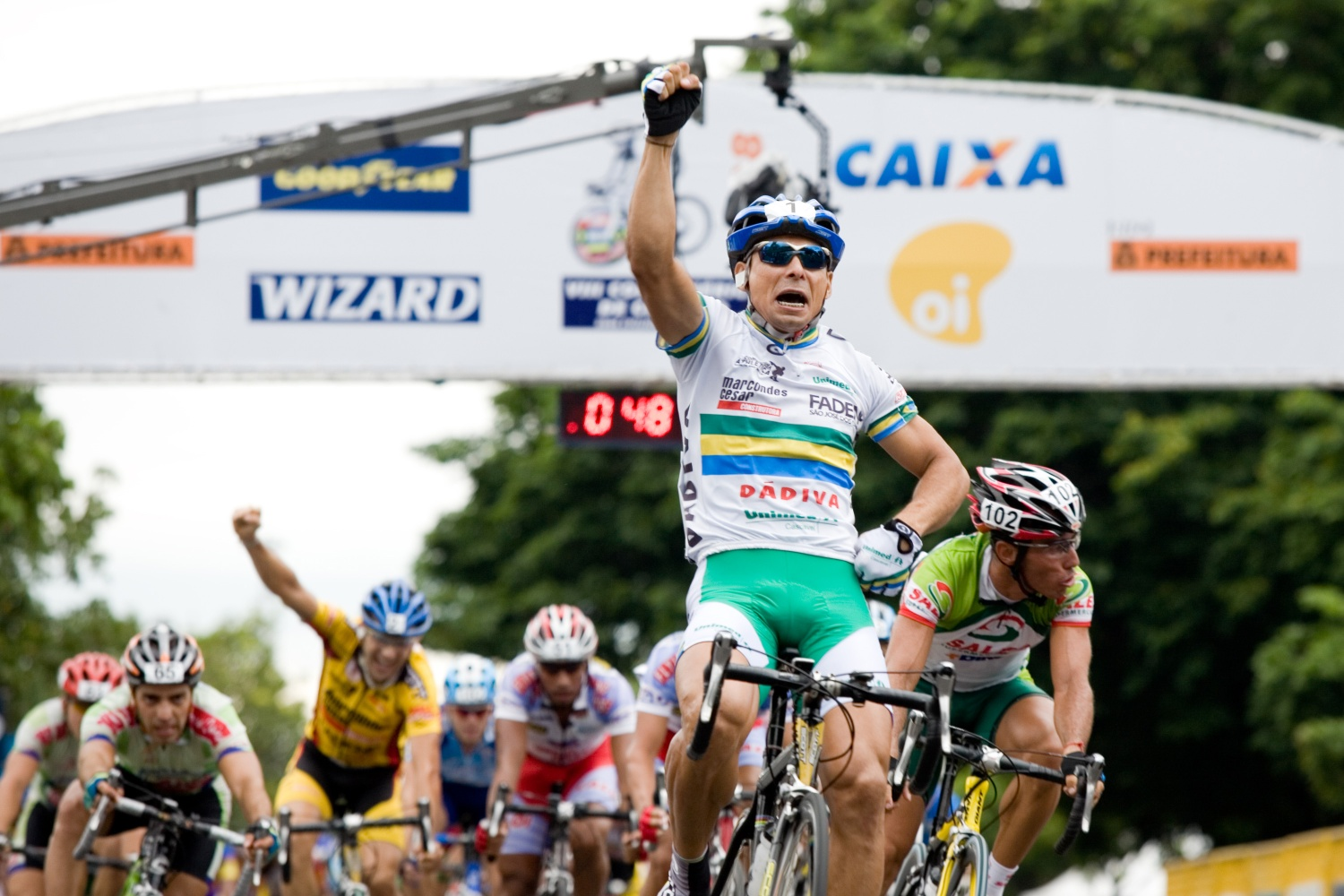
Nilceu dos Santos vence a Copa América de Ciclismo de 2008

Além da Copa América, Nilceu colecionou vitórias nas principais provas nacionais: conquistou 3 etapas da Volta Ciclística de São Paulo nas edições de 2005, 2006 e 2007; conquistou 4 das 12 etapas do Tour de Santa Catarina de 2006, vencendo também a classificação por pontos da prova; coroou-se campeão brasileiro de ciclismo de estrada em 2007, após ter sido o 2º colocado na prova em 2005; tornou-se bicampeão do Torneio de Verão de Ciclismo, em 2007 e 2009; e foi bicampeão da Copa da República de Ciclismo, também em 2007 e 2009. Em 2007, terminou na 3ª colocação no UCI America Tour.

#### Seleção brasileira
Após o tricampeonato da Copa América de Ciclismo, em 2007, Nilceu afirmou que sonhava em defender o Brasil nos Jogos Pan-Americanos de 2007. Mesmo tendo sido campeão brasileiro de estrada naquele ano, o ciclista acabou não sendo convocado para o evento. Após o tetracampeonato da Copa América de Ciclismo, em 2008, Nilceu afirmou que "essa vitória é para todos os brasileiros, já que não me deram oportunidade de estar no Pan [...] e não pude dar essa vitória no Pan". O ciclista também comentou que não sabia a razão de não ter sido convocado e reivindicou uma oportunidade nos Jogos Olímpicos de 2008, afirmando que "não preciso provar mais nada para ninguém" e que "se fizerem justiça, certamente estarei lá", referindo-se às Olimpíadas.
Em fevereiro de 2008, em entrevista ao site Prólogo, Nilceu voltou a reivindicar uma vaga na seleção: Estou sendo injustiçado. [...] Não estou querendo me gabar, mas meu currículo é muito mais vitorioso do que muitos que estão por ai e eu nunca tive a chance de representar o meu país lá fora. O ciclista ainda criticou as convocações do então técnico da seleção brasileira de ciclismo, Mauro Ribeiro. "Nos últimos mundiais, de todos que o Mauro Ribeiro convocou, só o Murilo [Fischer] terminou as provas. Por que ele não dá uma chance para quem é o melhor do Brasil, já que os outros não terminam?"
Em entrevista para a GazetaEsportiva.Net, Mauro Ribeiro justificou a falta de convocações de Nilceu para a representar a seleção brasileira, afirmando que o cascavelense tinha "pouca experiência internacional" e também que não havia certeza que o ciclista tinha condições de alcançar bons resultados em provas mais longas, como os 245 quilômetros da prova de estrada dos Jogos Olímpicos. Nilceu respondeu às críticas sobre sua performance em distâncias mais longas, afirmando que "se eu ganho a Copa América, que tem 40 km, é porque eu treino para isso. Assim como venci essa prova, eu também conquistei o Campeonato Brasileiro, que teve 160 km em 2007. Foi uma competição muito seletiva, com muita gente desistindo e eu terminei em primeiro." Mauro Ribeiro também afirmou que havia tentado convencer o ciclista a disputar as provas de pista dos Jogos Pan-Americanos, mas a proposta foi recusada por Nilceu. O então técnico da seleção brasileira disse que acreditava que Nilceu poderia levar pelo menos duas medalhas no evento.
Luciano Pagliarini, à época um dos dois ciclistas brasileiros pedalando no maior escalão do ciclismo mundial, o UCI ProTour, e constante presença nas convocações da seleção brasileira, comentou o caso em uma entrevista ao site Prólogo, afirmando que "nem ele mesmo [Nilceu] acredita nisso. Insiste em fazer barulho e se passar por vítima". Finalmente, Nilceu acabou por nunca representar a seleção brasileira de ciclismo nesse período.
Em 2010, Nilceu novamente começou a temporada na Copa América de Ciclismo em busca do pentacampeonato da prova, mas acabou na 6ª colocação. Em março, foi o vencedor da 4ª etapa do Giro do Interior de São Paulo, a qual seria sua única vitória no ano. Em abril, participou do Tour na Turquia, prova de classe 2.HC, uma das mais altas do calendário mundial de ciclismo. Seu melhor resultado foi a 22ª colocação na segunda etapa do evento; na 5ª etapa, Nilceu acabou abandonando a prova. Em julho, conquistou a 2ª colocação na Prova Ciclística 9 de Julho, completando a dobradinha com seu companheiro de equipe Francisco Chamorro, que foi o vencedor. Em outubro de 2010 uma crise financeira levou a equipe de São José dos Campos a falir; com isso, Nilceu fechou um contrato para competir pela Funvic-Pindamonhangaba.

### 2011-2012: Funvic - Pindamonhangaba
O cascavelense estreou pela nova equipe ainda em 2010, na última prova do ano, a Copa da República de Ciclismo, conquistando a 2ª colocação. No ano seguinte, em sua primeira temporada completa pela Funvic, conquistou duas vitórias - a Copa Cidade Canção de Ciclismo e uma etapa do Torneio de Verão de Ciclismo, o qual terminaria na 2ª colocação geral - e subiu ao pódio por 7 vezes. Na última prova do calendário, a Copa da República de Ciclismo, repetiu a 2ª colocação do ano anterior, novamente atrás de Francisco Chamorro - dessa vez, Chamorro começou a comemorar muito cedo e quase foi surpreendido por Nilceu, que arrancou nos últimos 30 metros, mas o argentino manteve uma vantagem para vencer a prova, batendo Nilceu por apenas 3 milésimos.
Nilceu dos Santos teve um bom começo na temporada de 2012, conquistando o 3º lugar na Copa América de Ciclismo. Novamente Nilceu ficou atrás de Francisco Chamorro, que venceu a prova, e também atrás de seu colega de equipe Roberto Pinheiro. Em fevereiro, no Torneio de Verão de Ciclismo, Nilceu ganhou uma etapa e foi o 2º colocado em outra, terminando em 2º lugar na classificação geral. Mais uma vez, ficou somente atrás de Chamorro, que venceu a classificação geral. Em setembro, foi o 2º colocado na Volta do ABCD, somente atrás de Daniel Rogelin, dessa vez batendo Chamorro, que foi o 3º. No início desse ano, Nilceu havia considerado aposentar-se do esporte, mas foi convecido por seu técnico a continuar por mais um ano.

### 2013: Afastamento e retorno
Em janeiro de 2013, ainda competindo pela Funvic - Pindamonhangaba, mais uma vez bateu na trave do pentacampeonato da Copa América de Ciclismo, conquistando a 2ª colocação na prova. Em fevereiro, saiu da equipe Funvic - São José dos Campos e passou a ser coordenador do ciclismo de Cascavel, sua cidade natal, deixando de competir profissionalmente por qualquer equipe. Mesmo assim, em maio, competiu na categoria elite na Copa Cidade Canção de Ciclismo representando a cidade de Cascavel e conquistou a 3ª colocação. Apesar de aparentar estar cada vez mais distante do ciclismo profissional, trabalhando com os jovens talentos em Cascavel, Nilceu voltou ao nível mais alto do esporte ao assinar com a equipe São Francisco Saúde - Powerade - Botafogo - SME Ribeirão Preto, uma das principais equipes do país, no começo de julho. 
Nilceu participou do Tour do Rio, em agosto, onde obteve seu melhor resultado até então pela nova equipe. Ele foi o 4º colocado na última etapa da prova, sendo o mais rápido no sprint do pelotão principal (havia uma fuga de 3 ciclistas que levou a vitória). Três semanas depois, Nilceu voltou a ganhar ao conquistar a Prova Ciclística Governador Dix-Sept Rosado. Ele foi parte de uma fuga de 4 ciclistas que conseguiu levar a vantagem até o fim e Nilceu bateu os demais escapados no sprint final. Foi sua primeira vitória pela equipe de Ribeirão Preto e sua primeira vitória desde o começo de 2012, quando havia ganhado uma etapa do Torneio de Verão de Ciclismo.

### 2014: Clube DataRo de Ciclismo
Em 2014, Nilceu passou a competir pelo Clube DataRo de Ciclismo, equipe sediada em sua cidade natal, Cascavel. Nilceu estreou com a equipe na Volta Ciclística de São Paulo, em fevereiro, conquistando a vitória na última etapa da prova, válida também como a Copa da República de Ciclismo. Foi a primeira vitória do cascavelense em uma prova válida pelo ranking da União Ciclística Internacional desde a vitória na 4ª etapa do Giro do Interior de São Paulo de 2010, e também foi seu tricampeonato da Copa da República, igualando-se a Rodrigo Brito de Mello e Francisco Chamorro como os maiores vencedores da prova, com 3 vitórias cada um. Na semana seguinte, Nilceu participou do tradicional Torneio de Verão de Ciclismo, no qual, após a vitória da Copa da República, era cotado como um dos principais favoritos à vitória geral. O ciclista acabou alcançando o pódio em duas das quatro etapas do evento e completou a prova na 4ª colocação geral, a apenas 1 ponto do vencedor. Também em fevereiro, Nilceu foi homenageado pelos deputados da Assembleia Legislativa do Paraná.

## Principais resultados
2001
1º - Prova Ciclística 9 de Julho
2002
3º - Copa América de Ciclismo
1º - Etapas 2 e 5 da Volta do Rio de Janeiro
2004
1º - Prova Ciclística 9 de Julho
1º - Etapa 3 do Tour de Santa Catarina
1º - Meeting Internacional de Goiânia
1º - Desafio Extra de Fórmula-1
2005
1º - Copa América de Ciclismo
1º - Etapa 1 da Volta Ciclística de São Paulo
2º - Etapa 9
2º - Campeonato Brasileiro de Ciclismo de Estrada
3º - Prova Ciclística 9 de Julho
2º - Volta Ciclística do Grande ABCD
2º - Copa da República de Ciclismo
2006
1º - Copa América de Ciclismo
1º - Etapa 2 da Volta Ciclística de Porto Alegre
1º - Etapa 9 da Volta Ciclística de São Paulo
2º - Etapa 1
1º - Etapas 1, 8, 9 e 10 do Tour de Santa Catarina
2007
1º - Copa América de Ciclismo
1º  Classificação Geral do Torneio de Verão de Ciclismo
1º - Etapas 2, 3 e 4
1º - Circuito do Boa Vista
1º - Etapa 5 da Volta do Rio de Janeiro
1º - Etapa 1 da Volta Ciclística de São Paulo
1º  Campeonato Brasileiro de Ciclismo de Estrada
1º - Copa da República de Ciclismo
2008
1º - Copa América de Ciclismo
2º - Classificação Geral da Volta de Gravataí
5º - Prova Ciclistica 1° de Maio - GP Ayrton Senna
3º - Classificação Geral do Torneio de Verão de Ciclismo
1º - Etapas 1 e 3
1º - Circuito do Boa Vista
2º - Volta Ciclística do Grande ABCD
1º - Classificação Geral da Volta das Satélites
2º - Etapa 2
1º - Etapa 3
1º - 100 km de Brasília
2º - Ranking Brasileiro de Ciclismo de Estrada
2009
2º - Copa América de Ciclismo
1º  Classificação Geral do Torneio de Verão de Ciclismo
1º - Etapa 1
2º - Etapas 2, 3 e 4
1º - Circuito do Boa Vista
1º - Copa da República de Ciclismo
2010
1º - Etapa 4 do Giro do Interior de São Paulo
2º - Prova Ciclística 9 de Julho
2º - Copa da República de Ciclismo
2011
2º - Classificação Geral do Torneio de Verão de Ciclismo
2º - Etapa 2
1º - Etapa 5
1º - Copa Cidade Canção de Ciclismo
5º - GP de Ciclismo Cidade de Montes Claros
2º - Volta Ciclística do Grande ABCD
5º - Prova Ciclística Governador Dix-Sept Rosado
2º - Copa da República de Ciclismo
7º - Ranking Brasileiro de Ciclismo de Estrada
2012
3º - Copa América de Ciclismo
1º - Abertura do Vale Paraibano de Ciclismo
2º - Classificação Geral do Torneio de Verão de Ciclismo
1º - Etapa 1
2º - Etapa 3
2º - Volta Ciclística do Grande ABCD
2013
2º - Copa América de Ciclismo
3º - Copa Cidade Canção de Ciclismo
4º - Prova Ciclística São Salvador
1º - Prova Ciclística Governador Dix-Sept Rosado
2014
1º - Etapa 8 da Volta Ciclística de São Paulo 
1º - Copa da República de Ciclismo
4º - Classificação Geral do Torneio de Verão de Ciclismo
3º - Etapa 1
2º - Etapa 4